# Winona County
Das Winona County ist ein County im US-amerikanischen Bundesstaat Minnesota. Im Jahr 2020 hatte das County 49.671 Einwohner und eine Bevölkerungsdichte von 30,6 Einwohnern pro Quadratkilometer. Der Verwaltungssitz (County Seat) ist Winona.

## Geografie
Das County liegt fast im äußersten Südosten von Minnesota und grenzt im Nordosten an Wisconsin, dessen Grenze durch den Mississippi gebildet wird. Es hat eine Fläche von 1662 Quadratkilometern, wovon 40 Quadratkilometer Wasserfläche sind. Der Nordwesten des Countys wird vom Whitewater River durchflossen, einem rechten Nebenfluss des Mississippi. An das Winona County grenzen folgende Nachbarcountys:
| Wabasha County  | Buffalo County (Wisconsin) | Trempealeau County (Wisconsin) |
| Olmsted County  |                            | La Crosse County (Wisconsin)   |
| Fillmore County | Houston County             |                                |

### Schutzgebiete
Innerhalb des Winona Countys gibt es folgende Nationale oder vom Bundesstaat Minnesota unterhalten Schutzgebiete:
- Upper Mississippi River National Wildlife and Fish Refuge (teilweise)

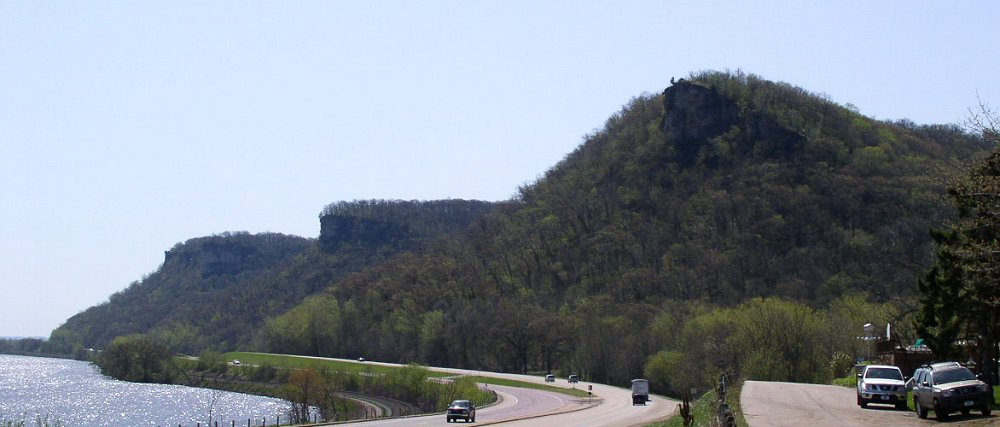
John A. Latsch State Park
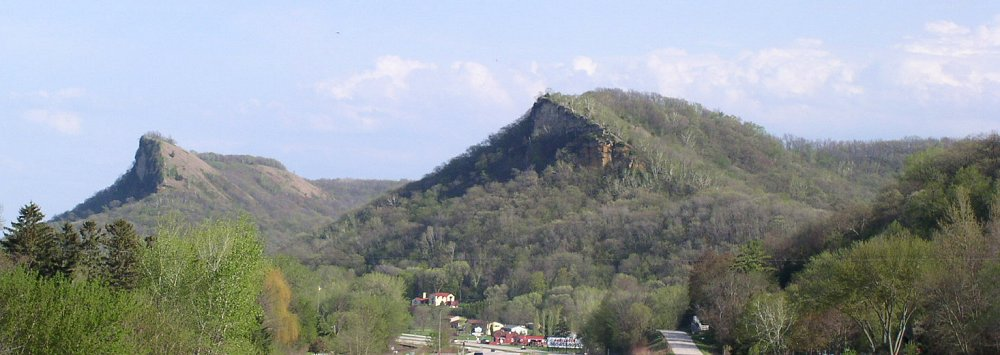
Great River Bluffs State Park
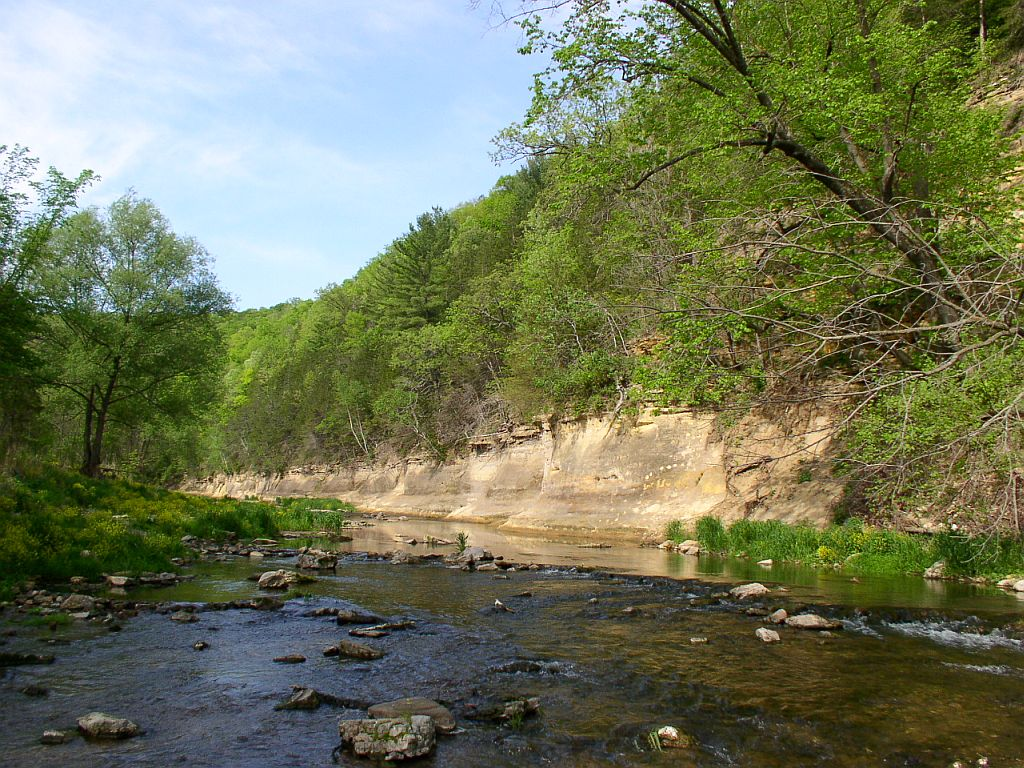
Whitewater State Park

- John A. Latsch State Park
- Kings and Quenns Bluffs im Great River Bluffs State Park
- Whitewater State Park

## Geschichte
Das Winona County wurde am 4. April 1854 aus Teilen des Fillmore County und des Wabasha County gebildet. Benannt wurde es nach dem indianischen Ausdruck für erstgeborene Tochter oder nach der Cousine der letzten drei Häuptlinge der Dakota namens Winona.
44 Bauwerke und Stätten des Countys sind im National Register of Historic Places eingetragen (Stand 31. Januar 2018).

## Demografische Daten
Nach der Volkszählung im Jahr 2010 lebten im Winona County 51.461 Menschen in 19.292 Haushalten. Die Bevölkerungsdichte betrug 31,7 Einwohner pro Quadratkilometer. In den 19.292 Haushalten lebten statistisch je 2,45 Personen.
Ethnisch betrachtet setzte sich die Bevölkerung zusammen aus 94,8 Prozent Weißen, 1,3 Prozent Afroamerikanern, 0,4 Prozent amerikanischen Ureinwohnern, 2,4 Prozent Asiaten sowie aus anderen ethnischen Gruppen; 1,1 Prozent stammten von zwei oder mehr Ethnien ab. Unabhängig von der ethnischen Zugehörigkeit waren 2,6 Prozent der Bevölkerung spanischer oder lateinamerikanischer Abstammung.
18,8 Prozent der Bevölkerung waren unter 18 Jahre alt, 67,5 Prozent waren zwischen 18 und 64 und 13,7 Prozent waren 65 Jahre oder älter. 50,8 Prozent der Bevölkerung war weiblich.
Das jährliche Durchschnittseinkommen eines Haushalts lag bei 44.848 USD. Das Pro-Kopf-Einkommen betrug 22.327 USD. 16,0 Prozent der Einwohner lebten unterhalb der Armutsgrenze.

## Ortschaften im Winona County
Citys
| - Altura - Dakota - Elba - Goodview - La Crescent1 | - Lewiston - Minneiska2 - Minnesota City - Rollingstone - St. Charles | - Stockton - Utica - Winona |

Census-designated place (CDP)
- Homer

Andere Unincorporated Communities
| - Beaver - Bethany - Centerville - Clyde - Donehower - Dresbach | - Fremont - Lamoille - Nodine - Pickwick - Pine Creek1 - Ridgeway | - Saratoga - Troy - Wilson - Witoka - Wyattville |

1 – teilweise im Houston County

2 – teilweise im Wabasha County

## Gliederung
Das Winona County neben den 13 Citys in 19 Townships eingeteilt:
| Township               | Einwohner (2010) | FIPS     |
| ---------------------- | ---------------- | -------- |
| Dresbach Township      | 456              | 27-16408 |
| Elba Township          | 311              | 27-18404 |
| Fremont Township       | 355              | 27-22688 |
| Hart Township          | 357              | 27-27350 |
| Hillsdale Township     | 912              | 27-29222 |
| Homer Township         | 1356             | 27-30032 |
| Mount Vernon Township  | 273              | 27-44656 |
| New Hartford Township  | 890              | 27-45592 |
| Norton Township        | 490              | 27-47374 |
| Pleasant Hill Township | 531              | 27-51568 |

| Township              | Einwohner (2010) | FIPS     |
| --------------------- | ---------------- | -------- |
| Richmond Township     | 699              | 27-54286 |
| Rollingstone Township | 701              | 27-55294 |
| St. Charles Township  | 629              | 27-56806 |
| Saratoga Township     | 618              | 27-58558 |
| Utica Township        | 639              | 27-66442 |
| Warren Township       | 651              | 27-68188 |
| Whitewater Township   | 198              | 27-70168 |
| Wilson Township       | 1177             | 27-70690 |
| Wiscoy Township       | 361              | 27-71230 |
|                       |                  |          |